# Гравитационные потери
Гравитационные потери — увеличение характеристической скорости, требуемой для совершения орбитального манёвра, вследствие работы реактивного двигателя против силы тяжести. Иными словами, это затраты на удержание ракеты в гравитационном поле.
В течение всего времени манёвра на ракету действует гравитационное ускорение, которое частично компенсирует собственное ускорение, приобретаемое работающей ракетой. При этом чем меньше тяга двигателя, тем больше времени ему придётся работать для совершения манёвра, тем бо́льшие потери успеют накопиться за это время.
Например, если тяга ракеты едва больше её веса, при взлёте она будет подниматься очень медленно, а почти всё топливо будет расходоваться на поддержание в пространстве. Можно уменьшить гравитационные потери, увеличив мощность двигателя, но он при этом станет тяжелее и дороже. Поиск компромисса составляет одну из проблем ракетостроения.
Потери также зависят от наклона ракеты. При запуске с земли бо́льшая часть этих потерь приходится на начало полёта, когда траектория ближе к вертикали, и вертикальная составляющая тяги максимальна.
Величина потерь вычисляется по формуле:
{\displaystyle \Delta V_{g}=\int \limits _{0}^{T}g\sin \theta \,dt},
где {\displaystyle g(t)} — местное ускорение свободного падения, {\displaystyle \theta (t)} — угол вектора тяги над горизонтом.
При выводе космического аппарата на низкую околоземную орбиту требуется достичь первую космическую скорость, равную 7,8 км/с (для орбиты высотой 200 км). Однако из-за различных потерь (гравитационные, аэродинамические, потери на управление) от ракеты требуется бо́льшая характеристическая скорость, составляющая 9—10 км/с. При этом на практике значительная доля всех потерь приходится именно на гравитационные: например, для РН Сатурн-5 при запусках в рамках программы «Аполлон» они составляли 88% всех потерь на активном участке траектории.
В отличие от ракет, самолёты благодаря подъёмной силе практически не испытывают гравитационных потерь. Это — одна из причин, по которым орбитальные самолёты в будущем могут оказаться более экономным способом вывода на орбиту.